# Ncuti Gatwa
Mizero Ncuti Gatwa (pronúncia inglesa:: AFI: [ˈ(n)ʃuːti ˈɡætwɑː] (N)SHOO-tee GAT-wah; Nharuguengue, 15 de outubro de 1992) é um ator ruandense-escocês, que ficou conhecido por interpretar Eric Effiong na série Sex Education, pelo qual recebeu aclamação crítica, sendo indicado ao British Academy Television Award de Melhor Ator em Série de Comédia.
Em 8 de maio de 2022, a BBC anunciou que Gatwa se tornaria a décima quinta encarnação do Doutor na série de televisão Doctor Who. Ele assumiu o papel após David Tennant reprisar seu papel como Décimo Quarto Doutor, nos especiais de 60 anos da série em 2023.

## Juventude
Gatwa nasceu em Nharuguengue, Quigali, Ruanda, em 15 de outubro de 1992. Seu pai, Tharcisse Gatwa, do distrito de Karongi em Ruanda, é jornalista com PhD em teologia.
A família escapou de Ruanda durante o genocídio ruandês contra os tútsis em 1994 e se estabeleceu na Escócia. Eles moraram em Oxgangs, em Edimburgo, e se mudaram para Dunfermline quando ele tinha 15 anos. Gatwa estudou na Boroughmuir High School e na Dunfermline High School antes de se mudar para Glasgow para estudar no Royal Conservatoire of Scotland, graduando-se com um Bachelor of Arts em 2013. Enquanto estudava, ele trabalhou no clube LGBTQ+ The Polo Lounge, distribuindo panfletos e mais tarde se tornando um go-go dancer. O Conservatório concedeu-lhe um doutorado honorário na cerimônia de formatura da turma de 2022.

## Carreira
Em maio de 2018, foi anunciado que Gatwa iria interpretar Eric na série de comédia Sex Education da Netflix, estrelando ao lado de Gillian Anderson e Asa Butterfield. A série foi lançada em 11 de janeiro de 2019, com aclamação da crítica.
Ainda em dezembro de 2023, Gatwa assumiu o papel de Décimo Quinto Doutor na aclamada série sci-fi britânica Doctor Who, ao lado de Millie Gibson e sob roteiro de Russell T. Davies.

## Vida pessoal
Gatwa revelou-se publicamente queer numa entrevista à revista Elle em agosto de 2023, tendo anteriormente evitado discutir a sua sexualidade, apesar das especulações populares sobre a sua "segurança e saúde mental". Na entrevista, Gatwa observou que preferia não se rotular e que se inspirou em seu trabalho sobre Sex Education e em um encontro com uma mulher ruandesa no Manchester Pride alguns anos antes, tendo "nunca conhecido outra pessoa queer ruandesa antes". Mais tarde, ele afirmou que "nunca esteve no armário, você sabe. Eu simplesmente nunca falei sobre isso. O trabalho que faço é o que é importante".
Gatwa gosta de astrologia e é libriano.

## Filmografia
| Ano       | Título                          | Papel                | Notas            |
| --------- | ------------------------------- | -------------------- | ---------------- |
| 2014      | Bob Servant                     | Cliente masculino    | 1 episódio       |
| 2015      | Stonemouth                      | Dougie               | 2 episódios      |
| 2019–2023 | Sex Education                   | Eric Effiong         | Elenco principal |
| 2021      | The Last Letter from Your Lover | Nick                 |                  |
| 2023      | Barbie                          | Ken                  |                  |
| 2023–2025 | Doctor Who                      | Décimo quinto Doutor | Elenco principal |